# Clypeoniscus meinerti
Clypeoniscus meinerti is een pissebed uit de familie Cabiropidae. De wetenschappelijke naam van de soort is voor het eerst geldig gepubliceerd in 1895 door Giard & Bonnier.